# Revolution Dub
Revolution Dub è un album dub del gruppo giamaicano The Upsetters, pubblicato nel 1975 su LP dall'etichetta discografica Cactus Records.

## Ristampe
Ristampato nel 1993 dalla Lagoon Records su CD, nel 1999 su CD dalla Orange Street Records, nel 2004 dalla Creole Records e nel 2005 dalla Earmark Records su LP.
L'album è stato anche pubblicato su Dub Triptych, un doppio CD del 2004 su etichetta Trojan Records e contenente tre album dub pubblicati da Lee Perry agli inizi degli anni settanta: Blackboard Jungle Dub e Cloak and Dagger del 1973, e Revolution Dub.

## Tracce

### Lato A
1. Dub Revolution - 4:23 (Testi: Perry)
2. Womans Dub - 3:28 (Testi: Perry)
3. Kojak - 3:46 (Testi: Perry)
4. Doctor on the Go - 3:56 (Testi: Perry)
5. Bush Weed - 3:42 (Testi: Perry)

### Lato B
1. Dreadlock Talking - 3:24 (Testi: Perry)
2. Own Man - 1:42 (Testi: Perry)
3. Dub the Rhythm - 2:59 (Testi: Perry)
4. Rain Drops - 2:59 (Testi: Perry)